# Skolfotografi

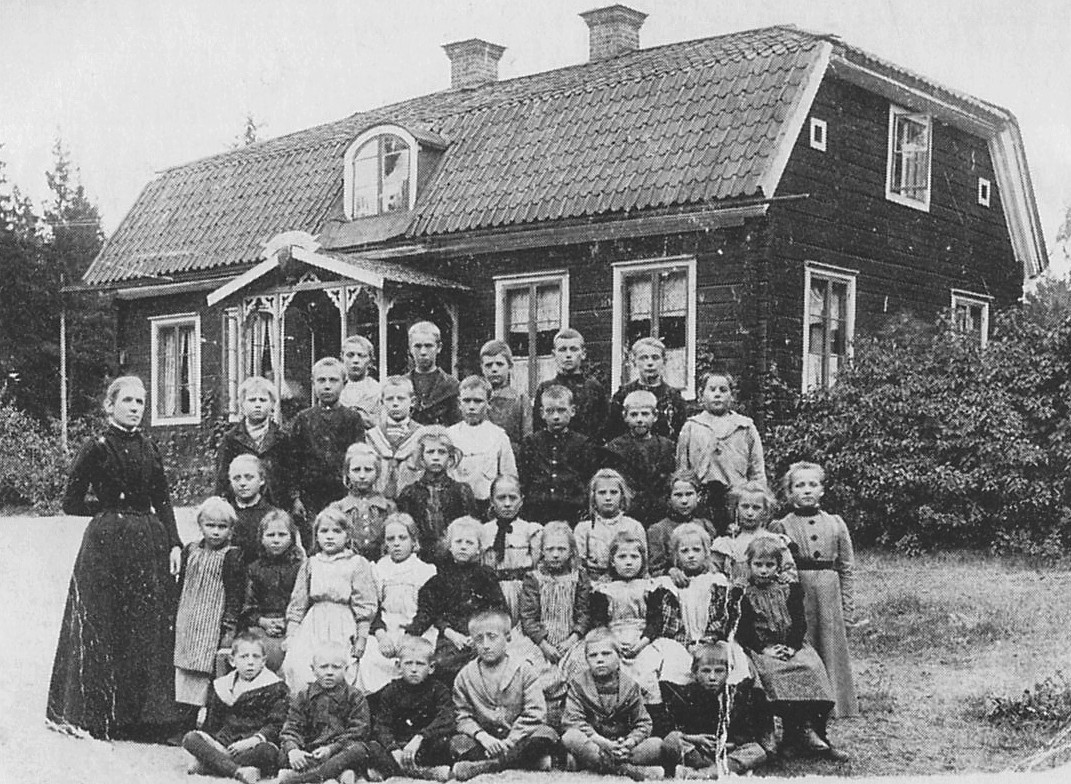
Snickarkrogen, klassfoto år 1900.

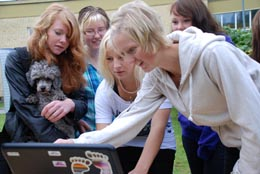
Numer kan bilderna granskas på en datorskärm vid fototillfället. Här på Forslundagymnasiet 2010.

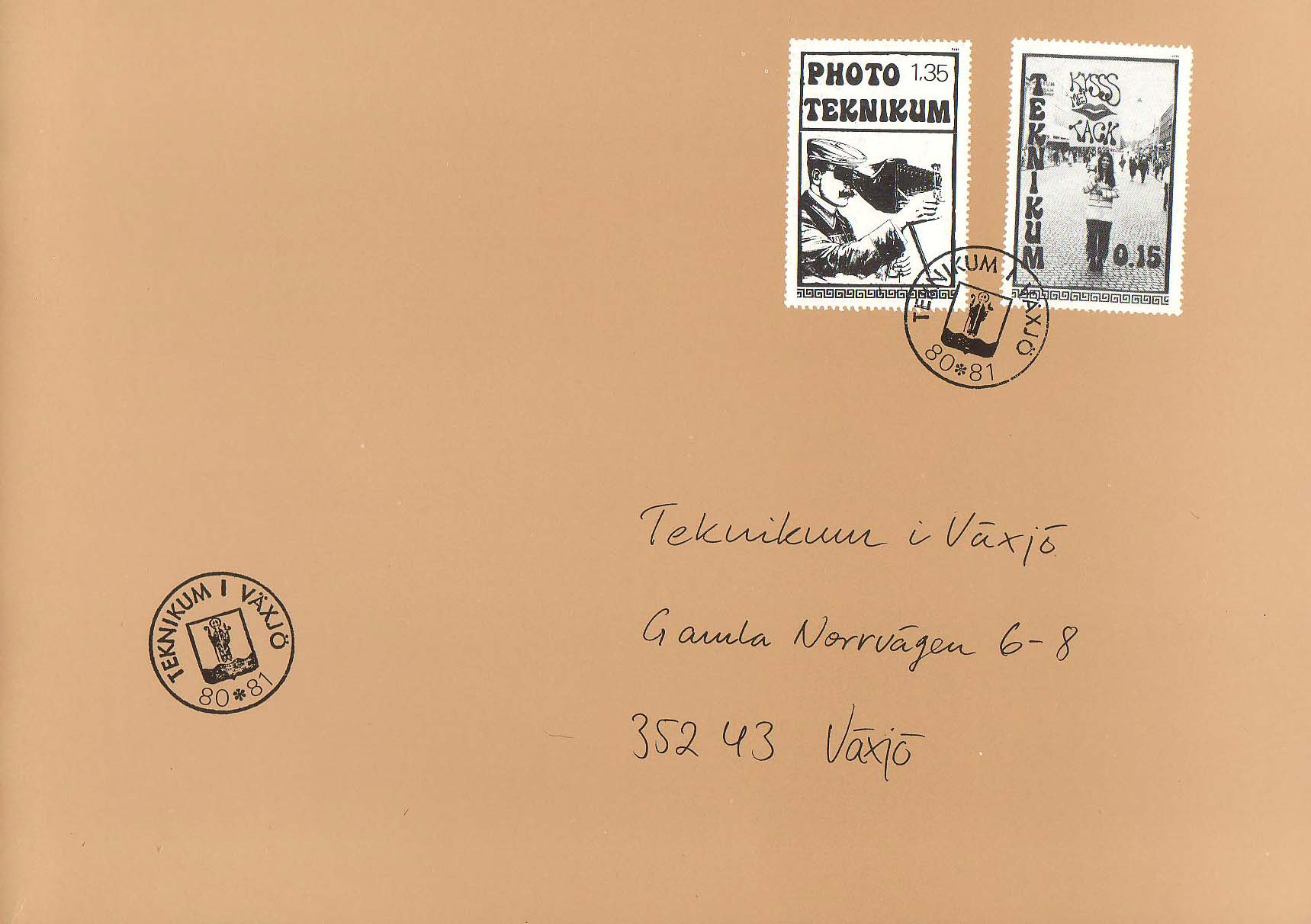
Photo Teknikums skolkatalog 1980–81. Frimärksmotiv är föreningens logotyp och en bild från årets karnevalståg. På denna skola producerade elevernas fotoklubb katalogen. Vanligare är
nu att specialiserade företag utför fotografering och katalogproduktion.

Skolfotografi eller skolkort är ett fotografi på barn som går i skolor och förskolor. Den som tar bilderna är oftast en så kallad skolfotograf, och tar även bilder vid konfirmationen och studenten. Förutom fotografering på skolor fotograferas barn och ungdomar också i sportsammanhang med ett liknande upplägg, så kallade lagfotografier, samt vid trossamfundens ungdomsverksamhetssammanhang.
I Sverige fotograferas omkring 1 500 000 barn årligen på skolor och förskolor, oftast i början av höstterminen. På skolor fotograferas både porträttfotografier och gruppbilder. Många skolor ger varje läsår ut så kallade skolkataloger, där fotografierna på klasserna och elevernas namn finns med.
Rikskriminalpolisen i Sverige och den ideella föreningen ECPAT Sverige förespråkar en restriktiv hållning till publicering av skolfotografier på skolornas webbplatser, med anledning av att foto, namn och ålder på minderåriga elever kan locka till sig pedofiler.

### Fotnoter
1. ↑  Claes Thunblad (3 april 2001). ”Pedofiler lockas av skolornas hemsidor” (på svenska). Aftonbladet. http://www.aftonbladet.se/nyheter/article10204352.ab. Läst 4 juli 2017.